# Liste der Monuments historiques in Montagny-lès-Seurre
Die Liste der Monuments historiques in Montagny-lès-Seurre führt die Monuments historiques in der französischen Gemeinde Montagny-lès-Seurre auf.

## Liste der Objekte
| Bezeichnung             | Beschreibung                          | Standort                        | Kennzeichnung | Schutzstatus | Datum | Bild |
| ----------------------- | ------------------------------------- | ------------------------------- | ------------- | ------------ | ----- | ---- |
| Gemälde Heilige Familie | Ölfarbe auf Leinwand, 17. Jahrhundert | in der Kirche St-Vincent (Lage) | PM21001537    | Classé       | 1962  |      |